# Manubrium sterni
Het manubrium sterni of handvat is het bovenste deel van het borstbeen (sternum). Met een vierhoekige vorm, breder aan de bovenzijde en smaller aan de onderzijde, heeft het een gewrichtsverbinding met zowel de beide sleutelbeenderen als met de eerste twee ribben.
De bovenrand van het manubrium, de incisura jugularis sternica, is goed voelbaar in de hals. Aan de voorzijde hechten de oorsprongen van de musculus pectoralis major en de musculus sternocleidomastoideus aan het manubrium. Aan de achterzijde is dit het geval voor de musculus sternohyoideus en musculus sternothyreoideus.